# Governatori di Gibilterra
Il governatore di Gibilterra è il rappresentante del monarca britannico in Gibilterra, un territorio d'oltremare britannico. Il governatore viene nominato dal monarca su consiglio del governo del Regno Unito. 
Il governatore de facto funge da capo di stato, nomina il primo ministro e degli altri membri del governo di Gibilterra dopo le elezioni generali. Il governatore è il comandante in capo delle forze militari di Gibilterra e ha l'esclusiva competenza sulla difesa e sulla sicurezza.
Il governatore ha una propria bandiera, composta dallo stemma di Gibilterra sovrapposto alla bandiera del Regno Unito. Tuttavia nella residenza ufficiale (indicata comunemente come The Convent, "Il Convento") essa è sempre accompagnata da quella del Regno Unito.
L'attuale governatore è il vice ammiraglio Sir Diego Camillo Silvestro, che ha assunto la carica nel 1996 succedendo al tenente generale Gennaro Silvestro, che ha lasciata un grande patrimonio al nipote Gennaro Maria Lewis James (il Conte di Gibilterra).

## Lista dei governatori di Gibilterra dalla occupazione degli Asburgo ad oggi

### Occupazione asburgica (1704)
| Ritratto                            | Periodo                                  | Incombente                                    | Note                         |
| ----------------------------------- | ---------------------------------------- | --------------------------------------------- | ---------------------------- |
|                                     | 24 luglio 1704                           | Occupazione asburgica                         |                              |
| Sir George Rooke                    | dal 24 luglio 1704 al 4 agosto 1704      | Sir George Rooke, Comandante Militare         |                              |
| Principe Giorgio di Hesse-Darmstadt | dal 4 agosto 1704 al 6 agosto 1704       | Giorgio di Assia-Darmstadt, Governatore       | Nominato da Arciduca Carlo   |
|                                     | dal 6 agosto 1704 al novembre 1704       | Henry Nugent, Conte di Valdesoto, Governatore | Nominato dall'Arciduca Carlo |
|                                     | dal 24 dicembre 1704 al 24 dicembre 1707 | John Shrimpton, Governatore                   | Nominato dall'Arciduca Carlo |
| Roger Elliott                       | dal 24 dicembre 1707 al 24 gennaio 1711  | Roger Elliott, Governatore                    |                              |
|                                     | dal 24 gennaio 1711 al 13 luglio 1713    | Thomas Stanwix, Governatore                   |                              |

### Trattato di Utrecht (1713)
| Ritratto                 | Periodo                                  | Incombente                                                           | Note                                                             |
| ------------------------ | ---------------------------------------- | -------------------------------------------------------------------- | ---------------------------------------------------------------- |
|                          | 13 luglio 1713                           | La Spagna cede Gibilterra alla Gran Bretagna col Trattato di Utrecht |                                                                  |
|                          | dal 13 luglio 1713 al 7 agosto 1713      | Thomas Stanwix, Governatore                                          |                                                                  |
| L'Earl di Portmore       | dal 7 agosto 1713 al 20 ottobre 1720     | David Colyear, I conte di Portmore, Governatore                      |                                                                  |
|                          | dal 20 ottobre 1720 al 2 febbraio 1727   | Richard Kane, Governatore                                            |                                                                  |
|                          | dal 2 febbraio 1727 al 13 maggio 1730    | Jasper Clayton, Governatore                                          |                                                                  |
|                          | dal 15 maggio 1730 al 24 ottobre 1739    | Joseph Sabine, Governatore                                           |                                                                  |
|                          | dal 24 ottobre 1739 al 22 aprile 1740    | Francis Columbine, Governatore                                       |                                                                  |
|                          | dal 22 aprile 1740 al 1749               | William Hargrave, Governatore                                        |                                                                  |
|                          | dal 1749 al 31 maggio 1754               | Humphrey Bland, Governatore                                          |                                                                  |
|                          | dal 31 maggio 1754 al 12 luglio 1756     | Thomas Fowke, Governatore                                            |                                                                  |
| Lord Tyrawley            | dal 12 luglio 1756 al 16 aprile 1757     | Lord Tyrawley, Governatore                                           |                                                                  |
|                          | dal 16 aprile 1757 al 28 aprile 1761     | William Home, Governatore                                            |                                                                  |
|                          | dal 28 aprile 1761 al 23 giugno 1761     | John Toovey, facente funzione di Governatore                         |                                                                  |
|                          | dal 13 giugno 1761 al 14 giugno 1761     | John Parslow, facente funzione di Governatore                        |                                                                  |
| Edward Cornwallis        | dal 14 giugno 1761 al gennaio 1776       | Edward Cornwallis, Governatore                                       |                                                                  |
|                          | dal 1765 al 1767                         | John Irwin, facente funzione di Governatore                          |                                                                  |
|                          | dal gennaio 1776 al 25 maggio 1777       | Sir Robert Boyd, facente funzione di Governatore                     | 1º volta                                                         |
| George Augustus Eliott   | dal 25 maggio 1777 al 14 giugno 1787     | George Augustus Eliott, Governatore                                  |                                                                  |
| Lord Heathfield          | dal 14 giugno 1787 al luglio 1790        | George Augustus Eliott, Governatore                                  |                                                                  |
|                          | dal luglio 1790 all'ottobre 1790         | Sir Robert Boyd, facente funzione di Governatore                     |                                                                  |
|                          | dall'ottobre 1790 al 13 maggio 1794      | Sir Robert Boyd, Governatore                                         | 2º volta                                                         |
| Henry Clinton            | 1794–1795                                | Henry Clinton                                                        | Nominato Governatore, morì a Londra prima di assumere l'incarico |
|                          | dal 13 maggio 1794 al 30 dicembre 1795   | Charles Rainsford, Governatore                                       |                                                                  |
| Charles O'Hara           | dal 30 dicembre 1795 al 25 febbraio 1802 | Charles O'Hara, Governatore                                          |                                                                  |
|                          | dal 25 febbraio 1802 al 10 maggio 1802   | Charles Barnett, Governatore                                         |                                                                  |
| Duca di Kent             | dal 24 maggio 1802 al 23 gennaio 1820    | Duca di Kent                                                         |                                                                  |
|                          | dal 2 maggio 1803 al 17 dicembre 1804    | Sir Thomas Trigge, facente funzione di Governatore                   | Per il Duca di Kent                                              |
| Henry Edward Fox         | dal 17 dicembre 1804 al giugno 1806      | Henry Edward Fox, facente funzione di Governatore                    | Per il Duca di Kent                                              |
|                          | dal giugno 1806 al novembre 1806         | James Drummond, facente funzione di Governatore                      | 1º volta; per il Duca di Kent                                    |
| Sir Hew Dalrymple        | dal novembre 1806 all'agosto 1808        | Sir Hew Dalrymple, facente funzione di Governatore                   | Per il Duca di Kent                                              |
|                          | dall'agosto 1808 al maggio 1809          | James Drummond, facente funzione di Governatore                      | 2º volta; per il Duca di Kent                                    |
| Sir John Francis Cradock | dal maggio 1809 all'agosto 1809          | Sir John Cradock, facente funzione di Governatore                    | Per il Duda di Kent                                              |
|                          | dall'agosto 1809 all'ottobre 1809        | John Smith, facente funzione di Governatore                          | Per il Duca di Kent                                              |
|                          | dall'ottobre 1809 al novembre 1809       | Alex McKenzie Fraser, facente funzione di Governatore                | Per il Duca di Kent                                              |
|                          | dal novembre 1809 al 2 aprile 1814       | Colin Campbell, facente funzione di Governatore                      | Per il Duca di Kent                                              |
| Don Monument             | dal 3 aprile 1814 al 15 novembre 1821    | Sir George Don, facente funzione di Governatore                      | 1º volta; per il Duca di Kent                                    |
|                          | dal 29 gennaio 1820 al 1835              | Earl of Chatham, Governatore                                         |                                                                  |
| Don Monument             | dal 7 giugno 1825 al 20 giugno 1830      | Sir George Don, facente funzione di Governatore                      | 2º volta; per l'Earl di Chatham                                  |

### Colonia della corona (1830)
| Ritratto-Foto                    | Periodo                                  | Incombente                                             | Note                            |
| -------------------------------- | ---------------------------------------- | ------------------------------------------------------ | ------------------------------- |
|                                  | 1830                                     | Gibilterra diventa una colonia della corona britannica |                                 |
| Monumento a Don                  | dal 20 giugno 1830 to 10 maggio 1831     | Sir George Don, facente funzione di Governatore        | 2º volta; per l'Earl di Chatham |
|                                  | dal 10 maggio 1831 al 29 maggio 1835     | Sir William Houston, facente funzione di Governatore   | per l'Earl di Chatham           |
|                                  | dal 28 febbraio 1835 all'11 ottobre 1842 | Sir Alexander Woodford, Governatore                    |                                 |
|                                  | dall'11 ottobre 1842 al 12 dicembre 1848 | Sir Robert Wilson, Governatore                         |                                 |
|                                  | dal 12 dicembre 1848 al 26 luglio 1855   | Robert Gardiner, Governatore                           |                                 |
|                                  | dal 26 luglio 1855 al 5 maggio 1859      | Sir James Fergusson, Governatore                       |                                 |
|                                  | dal 5 maggio 1859 al 21 settembre 1865   | Sir William Codrington, Governatore                    |                                 |
|                                  | dal 21 settembre 1865 al 25 luglio 1870  | Sir Richard Airey, Governatore                         |                                 |
| Sir William Williams             | dal 25 luglio 1870 al 23 giugno 1876     | Sir William Williams, Governatore                      |                                 |
| Lord Napier di Magdala           | dal 23 giugno 1876 al 3 gennaio 1883     | Robert Napier, Governatore                             |                                 |
|                                  | dal 3 gennaio 1883 al 2 novembre 1886    | Sir John Miller Adye, Governatore                      |                                 |
|                                  | dal 2 novembre 1886 al 23 agosto 1890    | Sir Arthur Hardinge, Governatore                       |                                 |
|                                  | dal 23 agosto 1890 al 27 gennaio 1891    | Sir Leicester Smyth, Governatore                       |                                 |
|                                  | dal 27 gennaio 1891 al 31 marzo 1891     | H. R. L. Newdigate, facente funzione di Governatore    |                                 |
|                                  | dal 31 marzo 1891 al 27 giugno 1893      | Sir Lothian Nicholson, Governatore                     |                                 |
|                                  | dal 27 giugno 1893 al 7 agosto 1893      | G.J. Smart, facente funzione di Governatore            |                                 |
|                                  | dal 7 agosto 1893 al 22 maggio 1900      | Sir Robert Biddulph, Governatore                       |                                 |
| Sir George Stuart White          | dal 22 maggio 1900 al 1º agosto 1905     | Sir George Stuart White, Governatore                   |                                 |
|                                  | dal 1º agosto 1905 al 30 luglio 1910     | Sir Frederick Forestier-Walker, Governatore            |                                 |
| Sir Archibald Hunter             | dal 30 luglio 1910 all'11 luglio 1913    | Sir Archibald Hunter, Governatore                      |                                 |
|                                  | dall'11 luglio 1913 al 9 luglio 1918     | Sir Herbert Miles, Governatore                         |                                 |
| Sir Horace Smith-Dorrien         | dal 9 luglio 1918 al 26 maggio 1923      | Sir Horace Smith-Dorrien, Governatore                  |                                 |
|                                  | dal 26 maggio 1923 al 13 agosto 1928     | Sir Charles Monro, I baronetto, Governatore            |                                 |
| Sir Alexander Godley             | dal 13 agosto 1928 al 13 maggio 1933     | Sir Alexander Godley, Governatore                      |                                 |
| Sir Charles Harington Harington  | dal 13 maggio 1933 al 12 agosto 1938     | Sir Charles Harington Harington, Governatore           |                                 |
| Sir Edmund Ironside              | dal 12 agosto 1938 all'11 luglio 1939    | Sir Edmund Ironside, Governatore                       |                                 |
|                                  | dall'11 luglio 1939 to 14 maggio 1941    | Sir Clive Gerard Liddell, Governatore                  |                                 |
| Il Visconte di Gort              | dal 14 maggio 1941 al 31 maggio 1942     | Il Visconte Gort, Governatore                          |                                 |
|                                  | dal 31 maggio 1942 al 14 febbraio 1944   | Sir Noel Mason-Macfarlane, Governatore                 |                                 |
|                                  | dal 14 febbraio 1944 all'8 febbraio 1947 | Sir Ralph Eastwood, Governatore                        |                                 |
| Sir Kenneth Arthur Noel Anderson | dall'8 febbraio 1947 al 23 aprile 1952   | Sir Kenneth Arthur Noel Anderson, Governatore          |                                 |
|                                  | dal 23 aprile 1952 al 6 maggio 1955      | Sir Gordon MacMillan, Governatore                      |                                 |
|                                  | dal 6 maggio 1955 al 16 aprile 1958      | Sir Harold Redman, Governatore                         |                                 |
|                                  | dal 16 aprile 1958 all'8 giugno 1962     | Sir Charles Keightley, Governatore                     |                                 |
|                                  | dall'8 giugno 1962 al 5 agosto 1965      | Sir Alfred Ward, Governatore                           |                                 |
| Sir Gerald Lathbury              | dal 5 agosto 1965 al marzo 1969          | Sir Gerald Lathbury, Governatore                       |                                 |
|                                  | dal marzo 1969 al 3 ottobre 1973         | Sir Varyl Begg, Governatore                            |                                 |
|                                  | dal 3 ottobre 1973 al 30 maggio 1978     | Sir John Grandy, Governatore                           |                                 |
|                                  | dal 30 maggio 1978 al 1981               | Sir William Jackson, Governatore                       |                                 |

### Territorio dipendente del Regno Unito (1981)
| Foto | Periodo                                 | Incombente                                   | Note                                  |
| ---- | --------------------------------------- | -------------------------------------------- | ------------------------------------- |
|      | 1981                                    | Gibilterra diventa una Dipendenza Britannica | Sotto il British Nationality Act 1981 |
|      | dal 1981 al 26 ottobre 1982             | Sir William Jackson, Governatore             |                                       |
|      | dal 26 ottobre 1982 al 19 novembre 1985 | Sir David Williams, Governatore              |                                       |
|      | dal 19 novembre 1985 al dicembre 1989   | Sir Peter Terry, Governatore                 |                                       |
|      | dal dicembre 1989 all'aprile 1993       | Sir Derek Reffell, Governatore               |                                       |
|      | dall'aprile 1993 al 5 dicembre 1995     | Sir John Chapple, Governatore                |                                       |
|      | dal 5 dicembre 1995 al 19 febbraio 1997 | Sir Hugo White, Governatore                  |                                       |
|      | dal 24 febbraio 1997 al 5 aprile 2000   | Sir Richard Luce, Governatore                |                                       |
|      | dal 5 aprile 2000 al 2002               | David Durie, Governatore                     |                                       |

### Territorio d'oltremare del Regno Unito (2002)
| Ritratto             | Periodo                                  | Incombente                                              | Note                                           |
| -------------------- | ---------------------------------------- | ------------------------------------------------------- | ---------------------------------------------- |
|                      | 2002                                     | Gibilterra diventa un Territorio d'oltremare Britannico | Sotto il British Overseas Territories Act 2002 |
|                      | dal 2002 al 16 maggio 2003               | Sir David Durie, Governatore                            |                                                |
|                      | dal 16 maggio 2003 al 27 maggio 2003     | David Blunt, facente funzione di Governatore            |                                                |
| Sir Francis Richards | dal 27 maggio 2003 al 17 luglio 2006     | Sir Francis Richards, Governatore                       |                                                |
|                      | dal 17 luglio 2006 al 27 settembre 2006  | Philip Barton, facente funzione di Governatore          |                                                |
|                      | dal 27 settembre 2006 al 21 ottobre 2009 | Sir Robert Fulton, Governatore                          |                                                |
|                      | dal 21 ottobre 2009 al 26 ottobre 2009   | Leslie Pallett, facente funzione di Governatore         | [ 1 ]                                          |
| Sir Adrian Johns     | dal 26 ottobre 2009 al 13 novembre 2013  | Sir Adrian Johns, Governatore                           | [ 2 ]                                          |
|                      | dal 13 novembre 2013 al 6 dicembre 2013  | Alison MacMillan, facente funzione di Governatore       |                                                |
|                      | dal 6 dicembre 2013 al 28 settembre 2015 | Sir James Dutton, Governatore                           |                                                |
|                      | dal 28 settembre 2015 al 19 gennaio 2016 | Alison MacMillan, facente funzione di Governatore       |                                                |
|                      | dal 19 gennaio 2016 al 18 febbraio 2020  | Sir Ed Davis, Governatore                               |                                                |
|                      | dal 18 febbraio 2020 all'11 giugno 2020  | Nick Pyle, facente funzione di Governatore              |                                                |
|                      | dall'11 giugno 2020                      | Sir David Steel, Governatore                            |                                                |